# Аффективная память
Аффективная память или эмоциональная память — способность памяти запоминать пережитые эмоции и чувства, не подкрепляя их к фактам и обстановке, а уделяя внимание физическим ощущениям чувственности. Понятие было сформулировано К. С. Станиславским и взято за основу в создании его системы. Термин взят из трудов психолога Т. Рибо, который выдвигает утверждения, что эмоции и чувства человека способны оставлять воспоминания, как и восприятие звуков и визуальных объектов. Возвращение таких воспоминаний провоцируется каким-либо событием или ситуацией. Станиславский обращал своё внимание к труду И. П. Павлова, сотрудничество с которым помогло ему в исследовании психофизиологической природы актёрского искусства.

## Открытие аффективной памяти Станиславским
Впервые роль аффективной памяти Станиславский заметил в работе над ролью Штокмана из пьесы Ибсена «Враг народа» в 1906 г. Эта роль позволила свершить К. С. Станиславскому прорыв в науке об актёре. В тот момент Станиславский не углублялся в изучение аффективной памяти, и пришел к образу Штокмана, как вела его актерская природа — отталкиваясь от собственных ощущений.

## Роль аффективной памяти в системе
К. С. Станиславский создал свою систему, опираясь на открытия в области подсознания и аффективной памяти. Система предполагает глубокую органичную сущность персонажа. По Станиславскому, через аффективную память и живые воспоминания актёр сознательно может воссоздать пережитые ранее эмоции путём постоянного тренинга эмоциональной памяти. Он полагает, что актёр должен жить только своими чувствами. Именно с помощью аффективной памяти актёр вызывает в себе переживания, нужные по ходу действия пьесы и испытанные им когда-то при соответствующих обстоятельствах собственной жизни. Богатство эмоциональной памяти артиста является главным показателем глубины и разнообразия его проживания роли. Чем она острее и мощнее, тем проницательней творчество артиста.

## «Пища» для создания актерских методов
Открытие такого явления как аффективная память привлекло к себе внимание многих театральных деятелей, в частности учеников Станиславского в России и заграницей. Учение аффективной памяти поддерживали студийцы — Михаил Чехов, который в своих педагогических трудах фокусирует внимание на станиславских открытиях аффективной памяти, внимании и воображении; Валентин Смышляев в своей книге 1921 г. «Теория обработки сценического зрелища» в одной из глав разъяснил важность аффективной памяти в работе над ролью; Благодаря усилиям Ричарда Болеславского и Марии Успенской открытие Станиславского увидели американские актеры. Работа над аффективной памятью стала основополагающей в методе Ли Страсберга. Также в этом направлении работал Н. В. Демидов.

## Тренинг Станиславского на аффективную память
Аффективную память можно развить точно также, как и привычную для всех память. Тренинги на эмоциональную память направлены на вспоминание конкретного чувства или эмоции, например, вспомнить запах чего-либо, вкус, звук. Но на практике исследования Станиславского были ошибочными, и все тренинги были направлены на развитие «слабой» эмоциональной памяти, для достижения «сильной» требовалось воспроизведение ещё не угасших чувств, психотравмирующих воспоминаний актера. Обращение к эмоциональной память, с точки зрения психологии — процесс не быстрый, в отличие от воспроизведения и переноса ещё не угасших чувств, которые ошибочно принимались за аффективную память.